# Monte Cronio
El Monte Cronio (en griego antiguo: Κρόνιον, romanizado: Kronion, en griego: Κρόνιος λόφος) es una elevación montañosa al norte del santuario de Olimpia. En su estribación suroeste, el Geón, se encontraban los santuarios más antiguos de Olimpia, los de Gea y Temis.

Plano de Olimpia. Situación del Monte Cronio respecto al santuario de Olimpia